# 市立旭川病院
市立旭川病院（しりつあさひかわびょういん）は、北海道旭川市にある病院（市区町村立病院）。

## 沿革
- 1930年（昭和05年）：貧困者医療機関として「旭川市立診療所」開設[3]。
- 1934年（昭和09年）：現在の市内3条通9丁目（石川病院跡）に移転[3]。
- 1937年（昭和12年）：「市立旭川病院」と改称[3]。
- 1944年（昭和19年）：現在地に移転決定[3]。
- 1945年（昭和20年）：強制疎開の命により、急遽現在地に移転[3]。
- 1948年（昭和23年）：病院新築第1期工事完成[3]。
- 1949年（昭和24年）：病院新築第2期工事完成[3]。
- 1953年（昭和28年）：病棟工事完成[3]。
- 1954年（昭和29年）：病棟・診察室増築[3]。
- 1957年（昭和32年）：市立緑橋病院統合[3]。
- 1958年（昭和33年）：病棟増築[3]。
- 1959年（昭和34年）：総合病院承認[3]。
- 1969年（昭和35年）：増築工事完成[3]。
- 1961年（昭和36年）：看護婦宿舎完成[3]。准看養成所を附属高等看護学院に昇格（1980年4月から休校、1987年廃止）[3]。
- 1962年（昭和37年）：伝染病棟完成[3]。
- 1963年（昭和38年）：精神病棟増築[3]。
- 1964年（昭和39年）：病棟新築工事完成[3]。
- 1971年（昭和46年）：病院増改築工事完成、旧病棟改修[3]。
- 1973年（昭和48年）：増改築工事完成[3]。
- 1977年（昭和52年）：結核病棟廃止[3]。
- 1981年（昭和56年）：4線棟改修工事完成[3]。
- 1995年（平成07年）：入院病棟完成[3]。
- 1997年（平成09年）：精神病棟（北病棟）供用開始[3]。
- 1999年（平成11年）：伝染病床廃止[3]。外来棟1期工事竣工分供用開始、2線棟・旧集中治療棟解体[3]。
- 2000年（平成12年）：外来棟2期工事完成[3]。
- 2001年（平成13年）：中病棟開設[3]。外来棟3期工事完成[3]。
- 2005年（平成17年）：健診センター設置[3]。中病棟閉鎖[3]。消化器センター、循環器センター、糖尿病センター設置[3]。
- 2006年（平成18年）：化学療法センター開設[3]。
- 2009年（平成21年）：地方公営企業法全部適用[3]。
- 2011年（平成23年）：附属神居古潭診療所廃止[3]。
- 2016年（平成28年）：地域包括ケア病棟開設[3]。

## 機関指定
| 保険医療機関                                   | 国民健康保険療養取扱機関                         |
| 労災保険指定病院                               | 国家公務員災害補償法取扱医療機関                 |
| 地方公務員災害補償法取扱医療機関               | 指定自立支援医療機関（育成医療・更生医療）       |
| 指定自立支援医療機関（精神通院医療）           | 精神科指定病院                                   |
| 二次救急医療機関                               | 精神科救急医療施設、合併症受入協力病院、後方病院 |
| 生活保護法指定医療機関                         | 指定養育医療機関                                 |
| 戦傷病者特別援護法指定医療機関                 | 原子爆弾被爆者一般疾病医療取扱医療機関           |
| 第二種感染症指定医療機関                       | 公害医療機関                                     |
| 第一種助産施設指定病院                         | 母体保護法指定医師研修機関                       |
| 母子保健法指定取扱医療機関                     | 臨床研修指定病院                                 |
| 臨床修練指定病院                               | 旭川医科大学関連教育病院                         |
| 地域がん診療連携拠点病院                       | エイズ治療拠点病院                               |
| DPC（診断群分類包括評価）対象病院              | 小児慢性特定疾患治療研究事業委託医療機関         |
| 政府管掌健康保険生活習慣病予防健診実施医療機関 | 日本さい帯血バンクネットワーク移植医療機関       |

## 診療科等
診療科
- 内科
- 外科
- 耳鼻咽喉科
- 産婦人科
- 小児科
- 皮膚科
- 眼科
- 整形外科
- 精神科
- 放射線科
- 泌尿器科
- 麻酔科
- 神経内科
- 呼吸器内科
- 消化器内科
- 循環器内科
- 血液内科
- 糖尿病・代謝内科
- 心臓血管外科
- 呼吸器外科
- 消化器外科
- 乳腺外科
- 病理診断科
- 歯科口腔外科

センター
- 循環器病センター
- 消化器病センター
- 糖尿病センター
- 健診センター
- 化学療法センター

部門
- 看護部
- 薬剤科
- 中央放射線科
- 中央検査科
- リハビリテーション科
- 臨床器材科
- 栄養給食科
- クリニカルパス（入院診療計画書）
- 栄養サポートチーム (NST)
- 感染対策チーム
- 緩和ケアチーム
- 治験事務局
- いぶき会
- げんき会

## 施設認定
| 日本内科学会認定医制度教育病院                                 | 日本外科学会外科専門医制度修練施設                 |
| 日本病理学会研修認定施設                                       | 日本麻酔科学会麻酔科認定病院                       |
| 日本眼科学会専門医制度研修施設                                 | 日本循環器学会認定循環器専門医研修施設             |
| 認定輸血検査技師制度指定施設                                   | 日本消化器内視鏡学会認定指導施設                   |
| 日本耳鼻咽喉科学会専門医研修施設                               | 日本泌尿器科学会専門医教育施設                     |
| 日本消化器外科学会専門医修練施設                               | 日本血液学会認定血液研修施設                       |
| 日本糖尿病学会認定教育施設                                     | 日本救急医学会救急科専門医指定施設                 |
| 日本小児科学会専門医制度研修施設                               | 日本集中治療医学会専門医研修施設                   |
| 日本呼吸器外科学会専門医制度関連施設                           | 日本消化器病学会専門医制度認定施設                 |
| 日本産科婦人科学会専門医制度卒後研修指導施設                   | 日本医学放射線学会専門医修練機関                   |
| 日本心血管インターベンション治療学会認定研修施設               | 日本心臓血管麻酔学会心臓血管麻酔専門認定施設       |
| 下肢静脈瘤に対する血管内レーザー焼妁術の実施基準による実施施設 | 日本高血圧学会専門医認定施設                       |
| 日本動脈硬化学会専門医制度教育病院                             | 日本臨床細胞学会認定施設                           |
| 3学会構成心臓血管外科専門医認定機構基幹施設                    | 日本放射線腫瘍学会認定協力施設                     |
| 日本医療薬学会認定薬剤師制度研修施設                           | 婦人科悪性腫瘍化学療法研究機構登録参加施設         |
| 日本婦人科腫瘍学会専門医制度指定修練施設                       | 日本静脈経腸栄養学会NST稼動施設                    |
| 日本静脈経腸栄養学会NST専門療法士認定規則実地修練認定教育施設  | 日本IVR学会専門医修練施設                          |
| 日本精神神経学会精神科専門医制度研修施設                       | 日本呼吸器内視鏡学会認定施設                       |
| 日本乳癌学会関連施設                                           | 日本呼吸器学会関連施設                             |
| 日本周産期・新生児医学会補完研修施設                           | 日本アレルギー学会認定教育施設（皮膚科）           |
| 日本アレルギー学会認定準教育施設（呼吸器内科）                 | 日本皮膚科学会認定専門医研修施設                   |
| 日本ペインクリニック学会認定研修施設                           | 日本口腔外科学会認定研修施設                       |
| 胸部ステントグラフト実施施設                                   | 腹部ステントグラフト実施施設                       |
| 日本がん治療認定医機構認定研修施設                             | オートプシー・イメージング（Ai）学会Ai撮影参加施設 |
| 日本骨髄バンク非血縁者間骨髄採取・骨髄移植認定施設             |                                                    |

## アクセス・駐車場
石狩川と牛朱別川の合流付近に位置しており、旭川市医師会看護専門学校や道北口腔保健センター、旭川市夜間急病センターが隣接している。
- 旭川電気軌道「市立旭川病院前」バス停下車
- 駐車場あり

## 関連施設
- 市立旭川病院附属江丹別診療所